# موسو سور سامبر
موسو سور سامبر (به لاتین: Monceau-sur-Sambre) یک منطقهٔ مسکونی در بلژیک است که در شارلروآ واقع شده‌است. موسو سور سامبر ۷٫۱ کیلومتر مربع مساحت و ۸٬۶۱۷ نفر جمعیت دارد.